# Notiospathius shawi
Notiospathius shawi är en stekelart som beskrevs av Marsh 2002. Notiospathius shawi ingår i släktet Notiospathius och familjen bracksteklar. Inga underarter finns listade i Catalogue of Life.